# Bezděkov (Švihov)
Bezděkov (německy Besdiekau) je malá vesnice, část města Švihov v okrese Klatovy v Plzeňském kraji. Nachází se asi 3,5 kilometru východně od Švihova. Bezděkov leží v katastrálním území Třebýcinka o výměře 2,19 km².

## Historie
První písemná zmínka o vesnici pochází z roku 1379.

## Obyvatelstvo
| Rok            | 1869 | 1880 | 1890 | 1900 | 1910 | 1921 | 1930 | 1950 | 1961 | 1970 | 1980 | 1991 | 2001 | 2011 | 2021 |
| -------------- | ---- | ---- | ---- | ---- | ---- | ---- | ---- | ---- | ---- | ---- | ---- | ---- | ---- | ---- | ---- |
| Počet obyvatel | 42   | 51   | 46   | 36   | 40   | 40   | 44   | 20   | 16   | 18   | 15   | 11   | 14   | 5    | 12   |
| Počet domů     | 8    | 9    | 8    | 8    | 8    | 8    | 10   | 8    | 7    | 6    | 5    | 5    | 7    | 6    | 6    |

## Obecní správa
Při sčítání lidu v letech 1850–1959 Bezděkov byl osadou obce Třebýcinka v okrese Přeštice. V letech 1960–1976 byl částí obce Červené Poříčí v okrese Klatovy. Od 30. dubna 1976 je částí města Švihov v okrese Klatovy. Poté se Červené Poříčí opět osamostatnilo, ale Bezděkov již zůstal součástí Švihova.

## Galerie

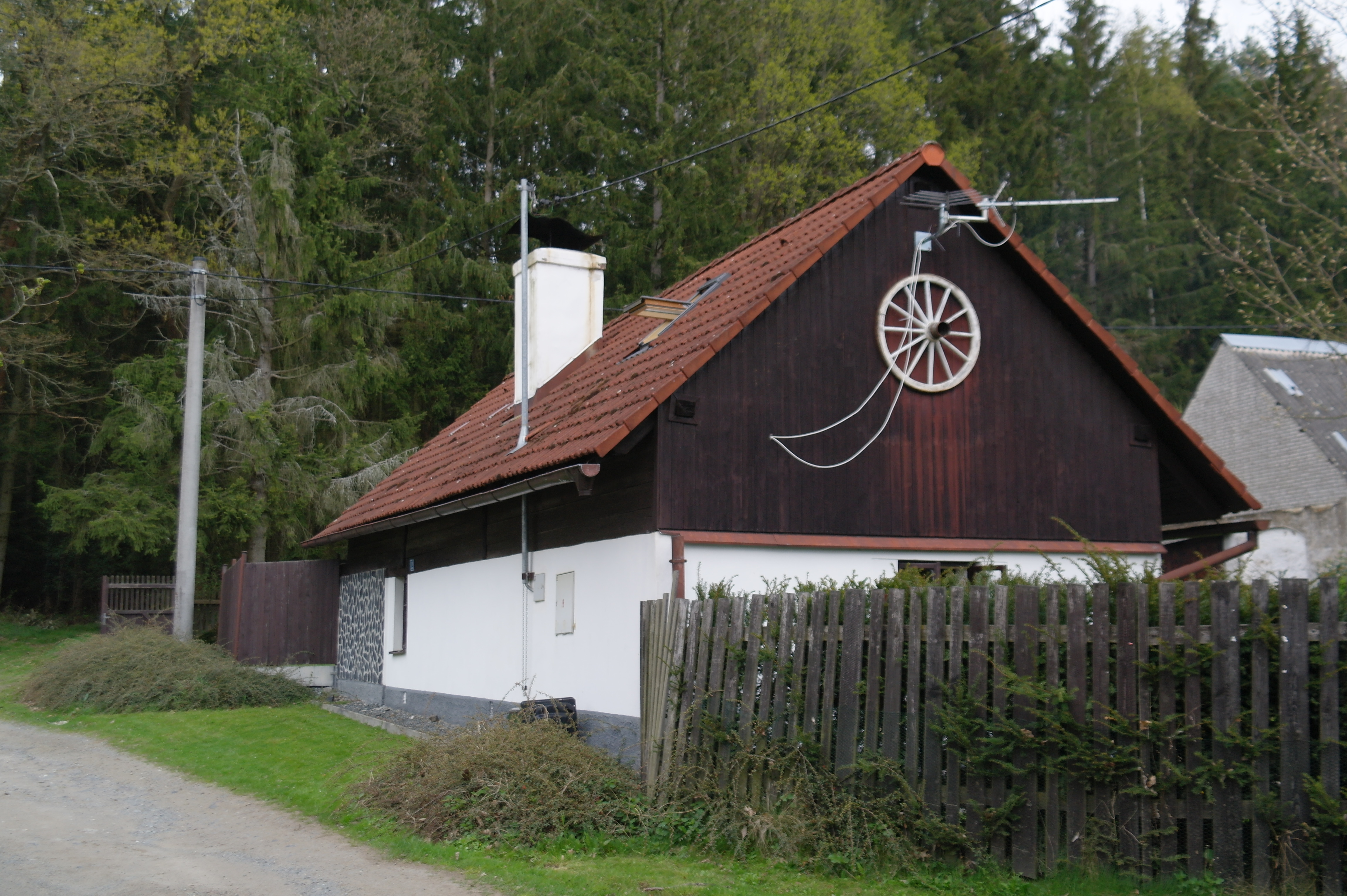
Chata
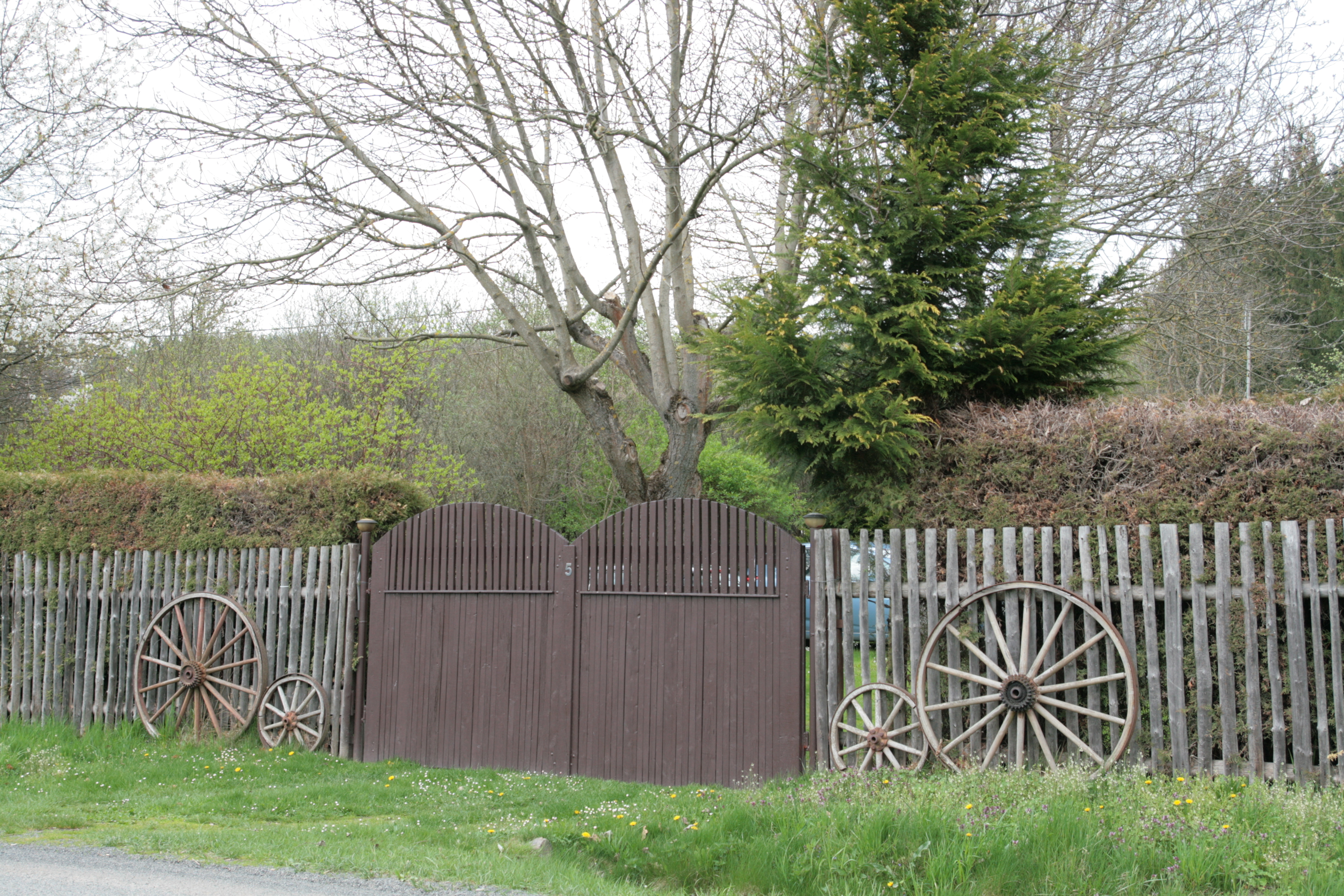
Vrata
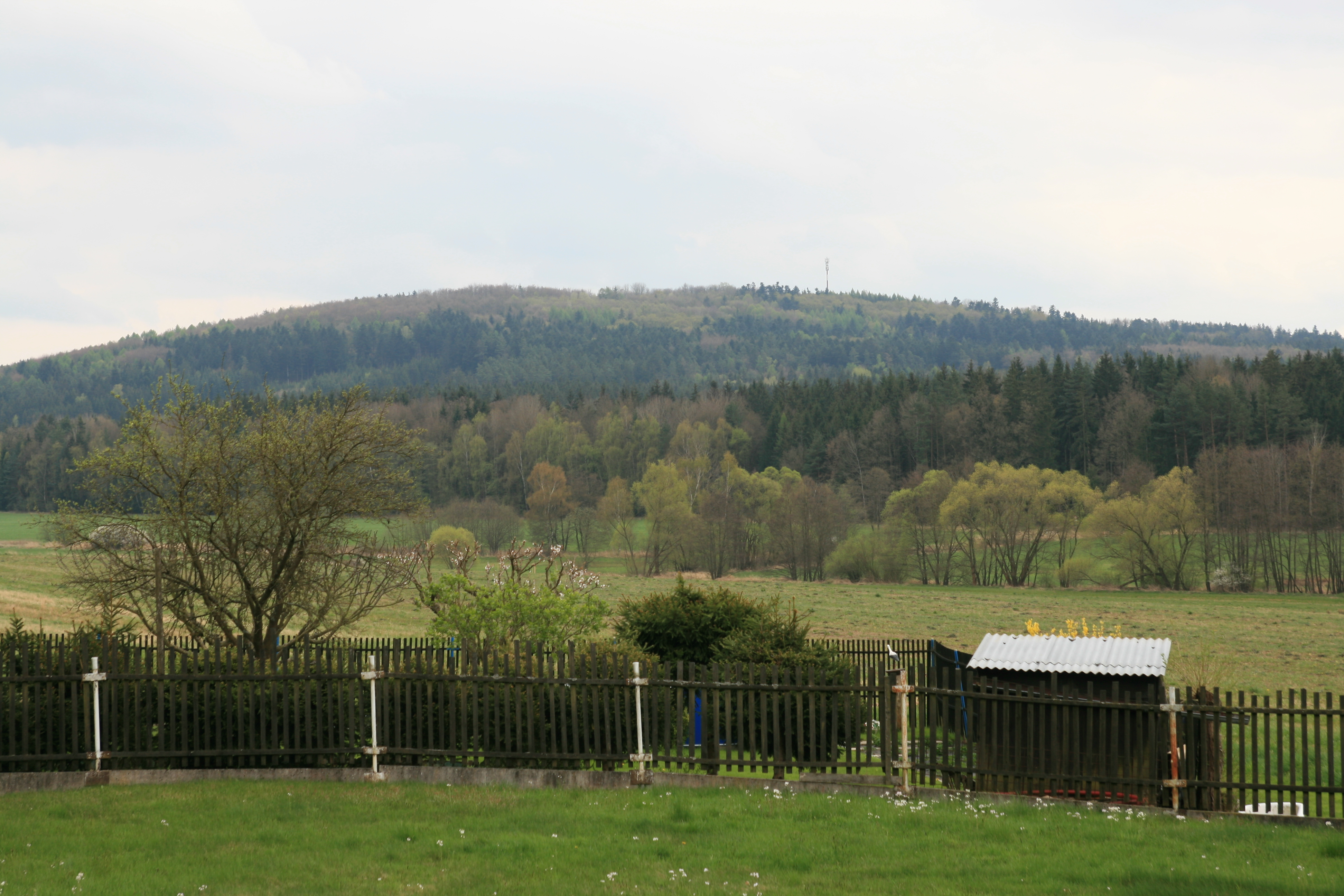
Krajina